# بکی جین
بکی جین (انگلیسی: Becky Jane؛ زادهٔ ۳۱ مارس ۱۹۹۲) بازیکن فوتبال اهل انگلستان است که در پست مدافع بازی می‌کند، اخیراً برای ردینگ در سوپر لیگ زنان انگلستان بازی می‌کند.
وی همچنین در تیم‌های ملی فوتبال زیر ۱۷ سال زنان انگلستان, زیر ۱۹ سال زنان انگلستان، و زیر ۲۰ سال زنان انگلستان بازی کرده است.